# Ana Lía Kornblit
Ana Lía Kornblit (17 de junio de 1941 - 17 de febrero de 2025) fue una psicóloga, médica, socióloga e investigadora argentina del CONICET, especialista en cuestiones de juventud, salud y metodología de las ciencias sociales, ganadora de la beca Guggenheim en 2003.

## Biografía
Graduada como socióloga, médica, psicóloga y doctora en Antropología en la Universidad de Buenos Aires, se desempeñó como investigadora del CONICET en el Instituto Gino Germani de la Facultad de Ciencias Sociales de la UBA, instituto del cual fue directora. En la misma facultad fue coordinadora de la Maestría en Investigación y docente de la materia Psicología Social.Fue discípula y trabajó junto a Aaron Cicourel, un referente de la sociología cualitativa en Estados Unidos. Su campo de especialización fue la sociología de la salud, y el uso de metodologías cualitativas en el mismo. 

## Distinciones
Recibió la beca Guggenheim en 2003, el premio Konex en ciencias humanas y sociales en 2006 y 2016,el premio Bernardo Houssay de la Secretaría de Ciencia y Técnica a la Investigación Científica y Tecnológica en 2007,el premio a la Producción Científica sobre Discriminación en la Argentina, otorgado por el INADI el mismo año y el Premio de la Comisión Nacional Salud Investiga en reconocimiento a la labor de investigación (2013), entre otras distinciones.

## Libros
- Salud y adolescencia (coautora). AIQUE Ed., Buenos Aires, 2005
- Juventud y vida cotidiana (coord.) Ed. Biblos, Buenos Aires, 2007
- Metodologías cualitativas en ciencias sociales. Modelos y procedimientos de análisis (coord.) - Ed. Biblos, 2007
- Violencia escolar y climas sociales. Ed. Biblos, Buenos Aires, 2008.
- Prevención del consumo problemático de drogas. (coautora) Ministerio de Educación de la Nación – Instituto Gino Germani – UNICEF, 2011.
- La sexualidad va a la escuela (coautora). Biblos, Buenos Aires, 2014.
- Brindemos con salud. La prevención en la escuela del consumo abusivo de alcohol (coautora). Ed. Novedades Educativas, Buenos Aires, 2014.